# Новопокровский район
Новопокровский район — административно-территориальная единица и муниципальное образование (муниципальный район) в Краснодарском крае России. 
Административный центр — станица Новопокровская.

## География
Площадь района — 2156 км², находится в северо-восточной части Краснодарского края, граничит с субъектами РФ: Ростовской областью и Ставропольским краем. Также граничит с Кавказским, Тихорецким, Павловским, Крыловским, Белоглинским районами края.

## История
- Район был образован 2 июня 1924 года в составе Кубанского округа Юго-Восточной области. В его состав вошла часть территории упразднённого Кавказского отдела Кубано-Черноморской области. Первоначально район включал в себя 9 сельских советов: Атарчиковский, Еремизино-Борисовский, Ильинский, Калниболотский, Новоивановкий, Новолокинский, Новопокровский, Плоский, Успенский.
- С 16 ноября 1924 года район в составе Северо-Кавказского края, с 10 января 1934 года — в составе Азово-Черноморского края.
- 31 декабря 1934 года в результате разукрупнения из состава района были выделены Ильинский и Калниболотский районы.
- С 13 сентября 1937 года Новопокровский район в составе Краснодарского края.
- 22 августа 1953 года в состав района вошла часть территории упразднённого Калниболотского района.
- 1 февраля 1963 года был образован Новопокровский сельский район[6].
- 11 февраля 1963 года в состав района вошла территория упразднённого Белоглинского района.
- 30 декабря 1966 года Белоглинский район был восстановлен в прежних границах.

## Население
| 1939    | 1959    | 1970    | 1979    | 1989    | 2002    | 2006    | 2010    | 2011    |
| ------- | ------- | ------- | ------- | ------- | ------- | ------- | ------- | ------- |
| 19 085  | ↗36 699 | ↗50 089 | ↘49 345 | ↘46 842 | ↗47 893 | ↘46 042 | ↘44 116 | ↘44 032 |
| 2012    | 2013    | 2014    | 2015    | 2016    | 2017    | 2018    | 2019    | 2020    |
| ↘43 717 | ↘43 572 | ↘43 288 | ↘43 077 | ↘43 005 | ↘42 901 | ↘42 758 | ↘42 540 | ↘42 502 |
| 2021    | 2023    | 2025    |         |         |         |         |         |         |
| ↘41 538 | ↘41 158 | ↘40 695 |         |         |         |         |         |         |

Население района на 01.01.2006 года составило 46 042 человека, все — сельские жители. Среди всего населения мужчины составляют — 46,7 %, женщины — 53,3 %. Женского населения фертильного возраста — 11449 человек (46,6 % от общей численности женщин). Дети от 0 до 17 лет — 9775 (21,2 % всего населения), взрослых — 36267 человек (78,8 %). В общей численности населения 26616 (57,8 %) — лица трудоспособного возраста, 24,3 % — пенсионеры.
Национальный состав
По итогам переписи населения 2020 года проживали следующие национальности (национальности менее 0,1 % и другое см. в сноске к строке «Другие»):
| Национальность | Численность, чел. | Доля     |
| -------------- | ----------------- | -------- |
| Русские        | 39 087            | 94,10 %  |
| Цыгане         | 772               | 1,86 %   |
| Армяне         | 710               | 1,71 %   |
| Украинцы       | 142               | 0,34 %   |
| Марийцы        | 67                | 0,16 %   |
| Табасараны     | 53                | 0,13 %   |
| Аварцы         | 50                | 0,12 %   |
| Азербайджанцы  | 47                | 0,11 %   |
| Удмурты        | 44                | 0,11 %   |
| Другие         | 566               | 1,36 %   |
| Итого          | 41 538            | 100,00 % |

## Административно-муниципальное устройство
В рамках административно-территориального устройства края, Новопокровский район включает 8 сельских округов.
В рамках организации местного самоуправления в Новопокровский район входят 8 муниципальных образований нижнего уровня со статусом сельских поселений:
| № | Муниципальное образование           | Административный центр | Количество населённых пунктов | Население | Площадь, км² |
| - | ----------------------------------- | ---------------------- | ----------------------------- | --------- | ------------ |
| 1 | Горькобалковское сельское поселение | село Горькая Балка     | 3                             | ↘2641     | 176,39       |
| 2 | Ильинское сельское поселение        | станица Ильинская      | 1                             | ↘3899     | 289,75       |
| 3 | Калниболотское сельское поселение   | станица Калниболотская | 3                             | ↘5581     | 315,11       |
| 4 | Кубанское сельское поселение        | посёлок Кубанский      | 7                             | ↘4038     | 264,05       |
| 5 | Незамаевское сельское поселение     | посёлок Незамаевский   | 6                             | ↘2169     | 211,43       |
| 6 | Новоивановское сельское поселение   | станица Новоивановская | 2                             | ↘2282     | 200,63       |
| 7 | Новопокровское сельское поселение   | станица Новопокровская | 4                             | ↘18 537   | 461,84       |
| 8 | Покровское сельское поселение       | посёлок Новопокровский | 6                             | ↗2011     | 236,43       |

## Населённые пункты
В Новопокровском районе 32 населённых пункта:
| №  | Населённый пункт | Тип     | Население | Муниципальное образование           |
| -- | ---------------- | ------- | --------- | ----------------------------------- |
| 1  | Балка Грузская   | хутор   | ↘108      | Калниболотское сельское поселение   |
| 2  | Восход           | посёлок | ↘438      | Покровское сельское поселение       |
| 3  | Вперёд           | посёлок | ↘268      | Кубанское сельское поселение        |
| 4  | Горькая Балка    | село    | ↘2234     | Горькобалковское сельское поселение |
| 5  | Горький          | посёлок | ↘2        | Новопокровское сельское поселение   |
| 6  | Ея               | хутор   | ↘50       | Новопокровское сельское поселение   |
| 7  | Животновод       | посёлок | #Н/Д      | Покровское сельское поселение       |
| 8  | Заречный         | посёлок | ↘213      | Покровское сельское поселение       |
| 9  | Заря             | посёлок | ↘239      | Незамаевское сельское поселение     |
| 10 | Ильинская        | станица | ↘3899     | Ильинское сельское поселение        |
| 11 | Калниболотская   | станица | ↘5422     | Калниболотское сельское поселение   |
| 12 | Красноармейский  | посёлок | ↘249      | Незамаевское сельское поселение     |
| 13 | Красный Посёлок  | хутор   | ↘94       | Калниболотское сельское поселение   |
| 14 | Кубанский        | посёлок | ↘2923     | Кубанское сельское поселение        |
| 15 | Лесничество      | посёлок | ↘35       | Новопокровское сельское поселение   |
| 16 | Малокубанский    | посёлок | ↘530      | Кубанское сельское поселение        |
| 17 | Мирный           | посёлок | ↘297      | Покровское сельское поселение       |
| 18 | Незамаевский     | посёлок | ↘1102     | Незамаевское сельское поселение     |
| 19 | Новоивановская   | станица | ↘1654     | Новоивановское сельское поселение   |
| 20 | Новопокровская   | станица | ↘18 559   | Новопокровское сельское поселение   |
| 21 | Новопокровский   | посёлок | ↘843      | Покровское сельское поселение       |
| 22 | Новый Мир        | хутор   | ↘298      | Горькобалковское сельское поселение |
| 23 | Октябрьский      | посёлок | ↘224      | Незамаевское сельское поселение     |
| 24 | Первомайский     | посёлок | ↘447      | Незамаевское сельское поселение     |
| 25 | Плоская          | станица | ↘866      | Новоивановское сельское поселение   |
| 26 | Садовый          | посёлок | ↘96       | Незамаевское сельское поселение     |
| 27 | Северный         | посёлок | ↘173      | Кубанское сельское поселение        |
| 28 | Советский        | посёлок | ↘168      | Кубанское сельское поселение        |
| 29 | Степной          | посёлок | ↘161      | Покровское сельское поселение       |
| 30 | Урожайный        | посёлок | ↘82       | Кубанское сельское поселение        |
| 31 | Хлебороб         | хутор   | ↘298      | Горькобалковское сельское поселение |
| 32 | Южный            | посёлок | ↘318      | Кубанское сельское поселение        |

## Экономика
Основу экономики муниципального образования составляют сельскохозяйственные и перерабатывающие предприятия. Перспективно развивается малый бизнес. Малые предприятия составляют 45 % в объёме валового продукта района.